# Brecht (Belgique)
Pour les articles homonymes, voir Brecht.
Brecht est une commune néerlandophone de Belgique située en Région flamande dans la province d'Anvers.

## Héraldique
|  | La commune possède des armoiries qui lui ont été octroyées le 18 décembre 1841 et à nouveau avec des couleurs différentes le 1er octobre 1991. Elles montrent Saint Michel, le saint patron de Brecht, tenant un petit écu avec les armoiries de la famille Lalaing, les comtes de Hoogstraten, seigneurs de Brecht de 1620 à 1793. Les armoiries de 1819 ne montrent pas les armoiries de Lalaing, celles de 1841, par contre, montraient les armoiries de Lalaing, mais en or. Les couleurs des armoiries de 1819 et 1841 sont les couleurs nationales néerlandaises, comme en 1813 le maire a introduit la demande sans indiquer les couleurs. Les armes ont donc été attribuées aux couleurs nationales. Lorsque les armes ont été confirmées après l'indépendance de la Belgique, les couleurs n'ont pas été changées. Ce n'est qu'en 1991 que les couleurs du petit bouclier ont été ajustées. Blasonnement : D'azur un Saint-Michel d'or terrassant un dragon de même, à sénestre accompagné d'un bouclier de gueules chargé de dix fenêtres d'argent contiguës et saisissantes, trois, trois, trois et une placées. (Traduction libre) Source du blasonnement : Heraldy of the World. |

## Géographie

### Sections de la commune
| # | Section              | Superf. (km²) | Habitants (2020) | Habitants par km² | Code INS |
| - | -------------------- | ------------- | ---------------- | ----------------- | -------- |
| 1 | Brecht               | 57,24         | 14.193           | 248               | 11009A   |
| 2 | Saint-Léonard        | 27,05         | 6.650            | 246               | 11009B   |
| 3 | Saint-Job-in-'t-Goor | 7,16          | 8.605            | 1.201             | 11009C   |

### Communes limitrophes
|            | Wuustwezel       | Hoogstraten |
| Brasschaat | Brecht           | Rijkevorsel |
| Schoten    | Schilde, Zoersel | Malle       |

## Démographie

### Évolution démographique de la commune fusionnée
Graphe de l'évolution de la population de la commune (la commune de Brecht étant née de la fusion des anciennes communes de Brecht, de Saint-Job-in-'t-Goor et de Saint-Léonard, les données ci-après intègrent les trois communes dans les données avant 1977).
- Source : DGS - Remarque: 1831 jusqu'à 1981=recensement; depuis 1990=nombre d'habitants chaque 1er janvier[3]

## Culture et patrimoine

### Personnalités liées à la commune
- Gabriel Mudaeus (Gabriel van der Muyden) (c1500-1560), professeur de droit romain à l'université de Louvain est né à Brecht.
- Jonker Jan van der Noot, né à Brecht en 1536-1537 ou 1539 et mort entre 1595 et 1601, poète en langues néerlandaise et française.
- Leonardus Lessius (Lenaerts Leys) (1554-1623), prêtre et théologien jésuite, le premier à s'intéresser à l'éthique des pratiques bancaires, est né à Brecht.
- Jozef De Feyter (1925-2014), coureur cycliste, est né à Brecht.

### Film tourné dans la commune
À l'adresse Brasschaatbaan 34, dans l'ouest de la commune (tout près de sa limite avec celle de Brasschaat), la villa Nottebohm, construite de 1908 à 1909, aujourd'hui laissée à l'abandon — ce qui lui donne des airs de manoir hanté — est un des lieux de tournage, durant les deux premières semaines de juillet 2015, du film réalisé par Tim Burton, Miss Peregrine et les Enfants particuliers.